# پنجمین دالایی لاما
نگاوانگ لوبسانگ جیاتسو (انگلیسی: Ngawang Lobsang Gyatso؛ زاده ۱۶۱۷ - درگذشته ۱۶۸۲) پنجمین دالایی لاما بود.
وی از سال ۱۶۴۲ تا ۱۶۸۲ به‌عنوان دالایی لاما رهبر بوداییان تبت شناخته می‌شده‌است. جیاتسو اولین دالایی لاما بود که با استفاده از قدرت تمامی تبت را یکپارچه کرد و با چین، هند و کشورهای منطقه روابط دیپلماتیک برقرار و با جهانگردان و مکتشفان اولیه اروپا دیدار کرد.